# Emily Estefan
Emily Marie Consuelo Estefan (nascida em 5 de dezembro de 1994) é uma cantora americana. Ela é filha do produtor musical Emilio Estefan e da cantora cubana-americana Gloria Estefan. Ela produziu e dirigiu seu próprio álbum de estreia, Take Whatever You Want .

## Infância e educação
Emily Estefan é filha de Emilio Estefan e Gloria Estefan, ela nasceu em 5 de dezembro de 1994 em Miami Beach, Flórida. Sua mãe Gloria se envolveu em um acidente de ônibus de turismo em 1990, e ela foi informada de que nunca teria outro filho.
Estefan frequentou a Miami Country Day School, onde se destacou no basquete e na música. Em 2016, Estefan se formou na Berklee College of Music em Boston, Massachusetts.

## Carreira

### Estreia de canto em público
Sua estréia como cantora pública veio em 2014 em uma apresentação de Where The Boys Are at the Hollywood Bowl. Ela se apresentou na frente de uma platéia de 100.000 pessoas no "Miami Beach 100 Centennial Concert" em 26 de março de 2015 e se apresentou na televisão nacional para o The Today Show com sua mãe em 27 de abril de 2015.

### Lançamento single de estreia
Na época do lançamento de seu single de estreia em 2 de dezembro de 2015, ela já era considerada uma baterista, guitarrista, baixista, tecladista e cantora talentosa. Ela tem um crédito de composição para "If I Never Got to Tell You" do musical On Your Feet! .
Estefan escreveu, gravou, produziu e executou seu álbum de estréia Take Whatever You Want em seu próprio Fairy Light Studios (Boston, Massachusetts). Sua mãe, Gloria, dirigiu o single de estreia "F#ck to Be" do álbum. Estefan lançou oficialmente os videoclipes de "Reigns (Every Night)" "F#ck to Be" (duas versões - limpa e explícita) e "Purple Money". Ela fundou sua própria gravadora Alien Shrimp Records - não apenas para lançar sua própria música, mas também para servir como base para artistas novos e emergentes. Em 2016, ela firmou uma parceria de três anos com a RED Distribution via Alien Shrimp Records para a distribuição física e digital (EUA e internacional) de toda a lista da gravadora.
Em fevereiro de 2017, Estefan foi selecionado como Artista do Mês de Elvis Duran e apresentou seu hit "Reigns (Every Night)" na 4ª hora do Today da NBC (apresentado por Hoda Kotb e Kathie Lee Gifford e transmitido nacionalmente).

### Primeiro concerto e apresentação no Kennedy Center Honors
Estefan realizou seu primeiro grande concerto em 2 de fevereiro de 2017 no Gusman Concert Hall durante o Festival Miami da University of Miami Frost School of Music. Ela tocou bateria, guitarra e teclado, em vários estilos musicais. Após o show, seu álbum Take Whatever You Want foi lançado às 12h01. Mais tarde, no mesmo ano, Estefan prestou homenagem à sua mãe (que estava sendo homenageada por sua distinta carreira musical) no Kennedy Center Honors, apresentando a música " Reach ".

## Discografia

### Álbuns
- Take Whatever You Want (2017)

## Vida pessoal
Estefan é abertamente lésbica e seus pais são defensores LGBTQ . Ela está em um relacionamento com Gemeny Hernandez desde dezembro de 2016.

## Prêmios e honras
Em junho de 2020, em homenagem ao 50º aniversário da primeira Parada do Orgulho LGBTQ, Queerty a nomeou entre os cinquenta heróis “liderando a nação em direção à igualdade, aceitação e dignidade para todas as pessoas”.